# Ambassade van IJsland in Canada
De ambassade van IJsland in Canada is gevestigd in het centrum van Ottawa en vertegenwoordigt IJsland in Canada en Costa Rica.

## Geschiedenis
De relatie tussen IJsland en Canada gaat terug naar de tweede helft van de 19e eeuw, toen IJslanders naar de Nieuwe Wereld emigreerden. Een groep IJslanders vestigde zich in deze periode aan de zuidoostelijke oever van het Winnipegmeer, in een gebied rond het hedendaagse Gimli. Ze verklaarden er de republiek Nieuw-IJsland tot het gebied aan het eind van de 19e eeuw geïntegreerd werd in de provincie Manitoba.
In 1942 werd in Winnipeg het eerste consulaat van IJsland geopend, met Grettir Leó Jóhannsson als consul. Op 6 juni 1947 werden de bilaterale diplomatieke betrekkingen tussen IJsland en Canada geformaliseerd. Drie maanden later werd Thor Thors als eerste ambassadeur voor Canada benoemd, die deze functie vanuit de ambassade in Washington uitoefende. Op 4 juni 1999 werd consulaat-generaal in Winnipeg geopend, waarna op 1 mei 2001 een IJslandse ambassade in Ottawa opende met een residerend ambassadeur.

## Missie
De missie in Ottawa vertegenwoordigt IJsland in Canada en Costa Rica, waarbij de ambassadeur in deze landen is geaccrediteerd. Er zijn in het dekkingsgebied honorair consuls benoemd in elf Canadese steden en in San José, de hoofdstad van Costa Rica. Daarnaast is er een consulaat-generaal in de Canadese stad Winnipeg.

## Ambassadeurs
De volgende diplomaten waren geaccrediteerd ambassadeur voor IJsland naar Canada. De relatie werd tot en met de opening van de ambassade op 1 mei 2001 onderhouden vanuit de ambassade in Washington D.C.
| #                                                              | Naam                                     | Aanstelling                              | Einde missie                             | Bron                                     | Vertegenwoordiging naar |
| Zaakgelastigde ambassadeur in Washington                       | Zaakgelastigde ambassadeur in Washington | Zaakgelastigde ambassadeur in Washington | Zaakgelastigde ambassadeur in Washington | Zaakgelastigde ambassadeur in Washington | Zaakgelastigde ambassadeur in Washington |
| -------------------------------------------------------------- | ---------------------------------------- | ---------------------------------------- | ---------------------------------------- | ---------------------------------------- | --- |
| 1                                                              | Thor Thors                               | 19 september 1947                        | 11 januari 1965                          |                                          | |
| 2                                                              | Pétur Thorsteinsson                      | 4 augustus 1965                          | 30 september 1969                        |                                          | |
| 3                                                              | Magnús V. Magnússon                      | 1 oktober 1969                           | 4 april 1971                             |                                          | |
| 4                                                              | Guðmundur Ívarsson Guðmundsson           | 1 augustus 1971                          | 9 april 1973                             |                                          | |
| 5                                                              | Haraldur Kröyer                          | 9 april 1973                             | 6 oktober 1976                           |                                          | |
| 6                                                              | Hans G. Andersen                         | 6 oktober 1976                           | 28 april 1987                            |                                          | |
| 7                                                              | Ingvi S. Ingvarsson                      | 28 april 1987                            | 24 januari 1991                          |                                          | |
| 8                                                              | Tómas Á. Tómasson                        | 24 januari 1991                          | 20 januari 1994                          |                                          | |
| 9                                                              | Einar Benediktsson                       | 20 januari 1994                          | 21 november 1997                         |                                          | |
| 10                                                             | Jón Baldvin Hannibalsson                 | 10 juni 1998                             | 9 april 2001                             |                                          | |
| Ambassadeur in Ottawa                                          |                                          |                                          |                                          |                                          | |
| 11                                                             | Hjálmar W. Hannesson                     | 9 april 2001                             | 17 september 2003                        |                                          | |
| 12                                                             | Guðmundur Eiríksson                      | 17 september 2003                        | 14 november 2005                         |                                          | Landen Costa Rica Colombia (2003-2022) Ecuador (2003-2018) Nicaragua (2003-2007) Panama (2003-2022) Peru (2003-2018) Venezuela (2003-2022) Belize (2007-2010) Bolivia (2007-2022) Honduras (2007-2022) Uruguay (2007-2014) Chili (2014-2018) Bron |
| 13                                                             | Markús Örn Antonsson                     | 14 november 2005                         | 15 september 2008                        |                                          | Landen Costa Rica Colombia (2003-2022) Ecuador (2003-2018) Nicaragua (2003-2007) Panama (2003-2022) Peru (2003-2018) Venezuela (2003-2022) Belize (2007-2010) Bolivia (2007-2022) Honduras (2007-2022) Uruguay (2007-2014) Chili (2014-2018) Bron |
| 14                                                             | Sigríður Anna Þórðardóttir               | 15 september 2008                        | 16 december 2011                         | [ 11 ] [ 12 ]                            | Landen Costa Rica Colombia (2003-2022) Ecuador (2003-2018) Nicaragua (2003-2007) Panama (2003-2022) Peru (2003-2018) Venezuela (2003-2022) Belize (2007-2010) Bolivia (2007-2022) Honduras (2007-2022) Uruguay (2007-2014) Chili (2014-2018) Bron |
| 15                                                             | Þórður Ægir Óskarsson                    | 8 maart 2012                             | 1 september 2014                         | [ 13 ] [ 14 ]                            | Landen Costa Rica Colombia (2003-2022) Ecuador (2003-2018) Nicaragua (2003-2007) Panama (2003-2022) Peru (2003-2018) Venezuela (2003-2022) Belize (2007-2010) Bolivia (2007-2022) Honduras (2007-2022) Uruguay (2007-2014) Chili (2014-2018) Bron |
| 16                                                             | Sturla Sigurjónsson                      | 3 september 2014                         | 1 juli 2017                              | [ 14 ] [ 15 ]                            | Landen Costa Rica Colombia (2003-2022) Ecuador (2003-2018) Nicaragua (2003-2007) Panama (2003-2022) Peru (2003-2018) Venezuela (2003-2022) Belize (2007-2010) Bolivia (2007-2022) Honduras (2007-2022) Uruguay (2007-2014) Chili (2014-2018) Bron |
| 17                                                             | Pétur Ásgeirsson                         | 20 november 2017                         | 1 augustus 2021                          | [ 15 ] [ 16 ]                            | Landen Costa Rica Colombia (2003-2022) Ecuador (2003-2018) Nicaragua (2003-2007) Panama (2003-2022) Peru (2003-2018) Venezuela (2003-2022) Belize (2007-2010) Bolivia (2007-2022) Honduras (2007-2022) Uruguay (2007-2014) Chili (2014-2018) Bron |
| 18                                                             | Hlynur Guðjónsson                        | 9 september 2021                         |                                          | [ 17 ]                                   | Landen Costa Rica Bronn |
| Bron tot en met maart 2016. Lijst bijgewerkt in februari 2024. |                                          |                                          |                                          |                                          | |